# إنسايت
إنسايت (بالإنجليزية: InSight، وتعني: «البصيرة»، واسم المركبة مشتق من عبارة: Interior Exploration using Seismic Investigations, Geodesy and Heat Transport، والتي تعني: «الاستكشاف الباطني باستخدام التقصي الزلازلي والطبقات السطحية والنقل الحراري».) هو مسبار فضائي صنع لأجل دراسة سطح كوكب المريخ. ولقد كان من المقرر إطلاقه في شهر آذار/مارس من عام 2016، ولكن تأجل الإطلاق حتى عام 2018 إلى حين الانتهاء من تعديل نظام قياس الزلازل الذي سيحمله، وهدف هذه المهمة وضع مركبة غير متحركة مجهزة بمقياس الزلازل ومجس للحرارة (الباطنية) المتدفقة على سطح المريخ لدراسة التطورات الجيولوجية السابقة للكوكب حيث أن هذه المعلومات سوف تساعد في فهم كيفية تشكل الكواكب الصخرية (المريخ والأرض والزهرة وعطارد)، وأطلق في 5 مايو 2018 الساعة 11:05 طبقا ل توقيت عالمي منسق . وفي 26 نوفمبر 2018، وبعد رحلة بلغت 485 مليون كم (301 مليون ميل)، هبطت المركبة بنجاح على سطح المريخ في منطقة إيليزيوم بلانيتيا في تمام الساعة 7:53 مساء بتوقيت غرينتش، حيث سينشر مقياس الزلازل ويحفر جحرًا عموديا لمفياس الحرارة. سيقوم أيضًا بتنفيذ سلسلة من تجارب العلوم الراديوية لاستكمال دراسات البنية الداخلية ودوران المريخ.
ومن المتوقع أن تستمر المهمة لمدة سنتين أرضيتين (728 يوم على الأرض تعادل 708 يوم على المريخ - أي 708 سول).

## لمحة تاريخية
كان إنسايت أحد المشاريع الاستكشافية الثلاثة من بين 28 مقترحا قُدِم خلال عام 2010 إلى ناسا، ووصل إلى التصويت النهائي ليفوز في عام 2011 ويكون ضمن المشاريع الجديدة لناسا والتي خُصص لها أكثر من ثلاثة مليارات دولار للدراسة والتطوير. وكان إنسايت في البداية يُعرف باسم جيمز (GEMS)، ولكن غُيّر الاسم في مطلع عام 2012 بطلب من ناسا ليصبح اسمه «إنسايت». وتُدار مهمة إنسايت من قبل مختبر الدفع النفاث التابع لوكالة ناسا مع مشاركة مختلف علماء العالم في المشروع.
واستغلت ناسا نافدة اقتراب المسافة بين الأرض والمريخ عام 2018 لإطلاق إنسايت بعدما أُخر إطلاقه عام 2016، حيث خلال تلك هذه النافذة يكون المريخ قريبا من موقع الأرض؛ ولا تحدث تلك النافدة إلا كل سنتين ؛ بناءً على مداريهما حول الشمس.

## تصميم المركبة
اعتمد بشكل كبير في بناء انسايت على التصاميم السابقة لمسبار فينكس الذي هبط بنجاح على سطح المريخ في عام 2008، وذلك لغرض تقليل الكلفة المالية (في حدود 425 دولار من دون صاروخ الإقلاع) والمخاطرة اثناء الهبوط ؛ بالإضافة إلى أن مصدر الطاقة الكهربائية في كلا المسبارين (انسايت وفينكس) سيكون الألواح الشمسية مما يجعلهما متشابهين إلى حد بعيد.

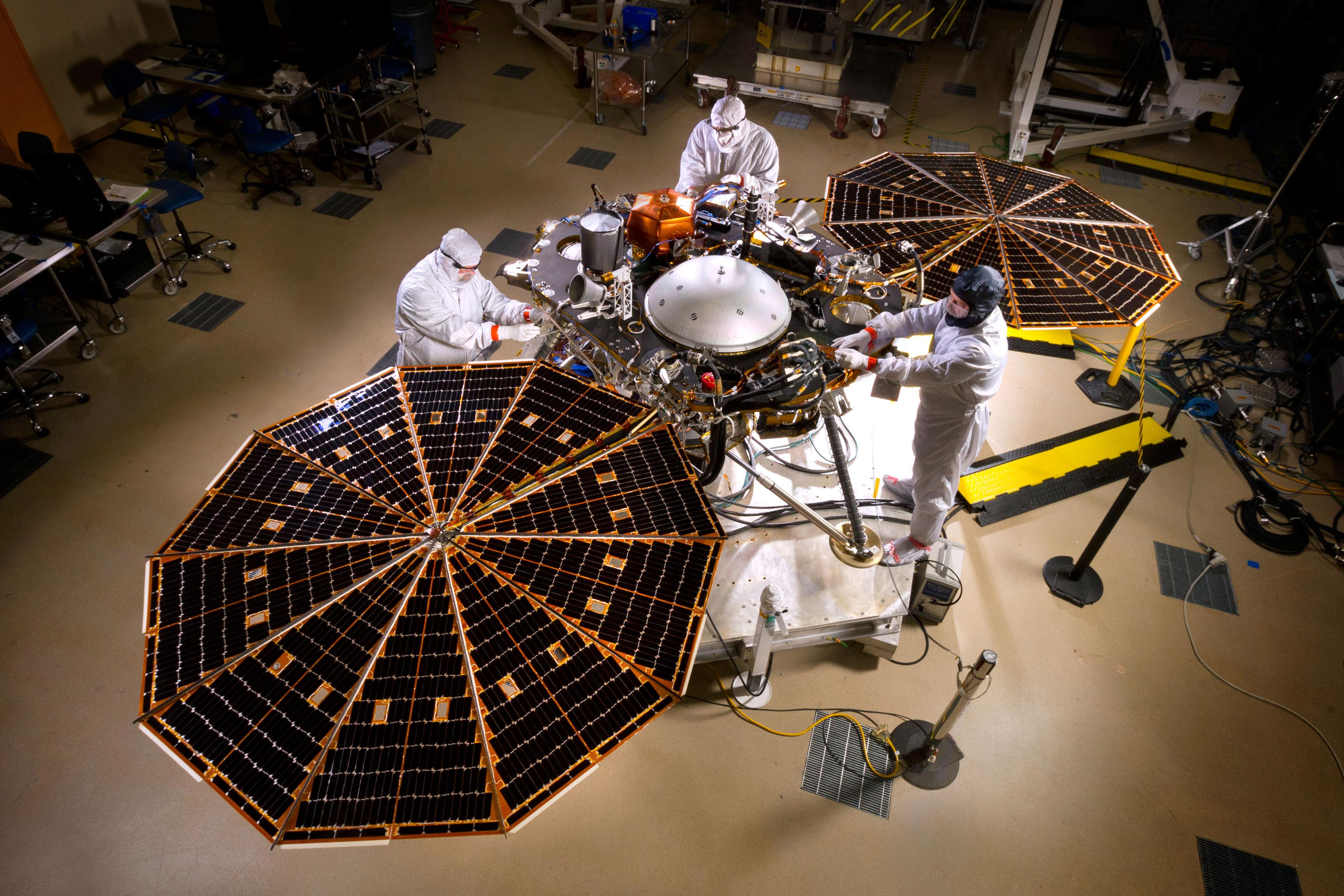
انسايت مع الألواح الشمسية المنشورة في غرفة نظيفة أثناء الاختبار قبل الرحلة

## الأجهزة العلمية
تتضمن جهازين رئيسيين هما:
• SEIS : هو عبارة عن مجس واسع النطاق سوف يأخذ قياسات دقيقة للهزات الارضية والفعاليات الباطنية الأخرى، بالإضافة إلى الكشف عن مصادر اثارة الغلاف الجوي للمريخ وقوى المد والجزر الناشئة من فوبوس (قمر المريخ) . صُمم الجهاز من قبل وكالة الفضاء الفرنسية (CNES) مع مساهمة من قبل المعهد التقني الفدرالي السويسري (ETH)، و معهد ماكس بلانك لدراسة النظام الشمسي، و جامعة امبيريال، (ISAE) ومختبر الدفع النفاث.

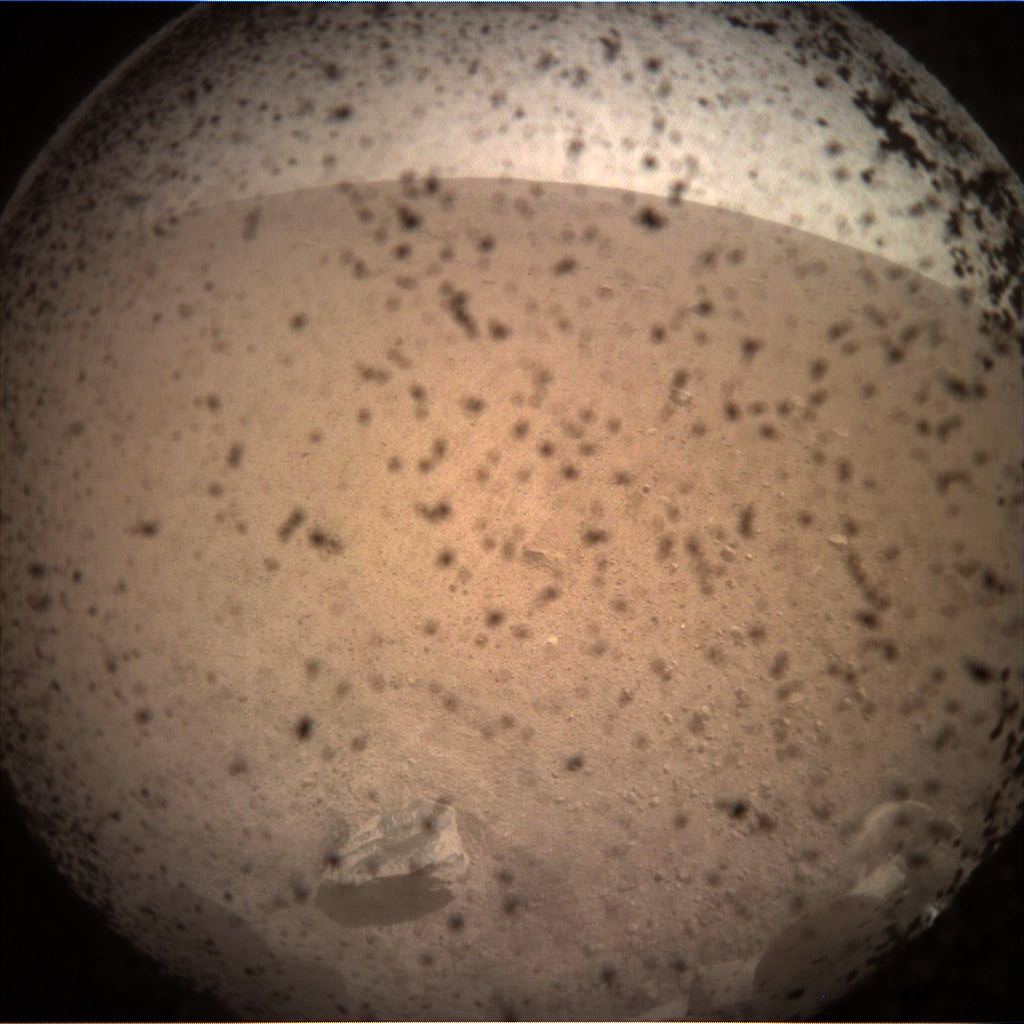
الغبار على عدسة الكاميرا اليسري بعد الهبوط مباشرة وتأكيد الهبوط

•HP3 : صمم من قبل وكالة الفضاء الألمانية (DLR) هو عبارة عن مجس للحرارة المتدفقة ذاتي الاختراق يسمى الخُلد (The Mole) ويسمى كذلك بالمسمار ذاتي الطرق، يستطيع الجهاز الحفر حتى عمق 5 أمتار أسفل السطح لقياس مقدار الحرارة الآتية من مركز المريخ لمعرفة تاريخه الحراري، أما الجهاز عبارة عن شريط فيلمي يحتوي عند كل 30 سانتي متر على مجسات حرارية دقيقة لقياس الحرارة الباطنية.

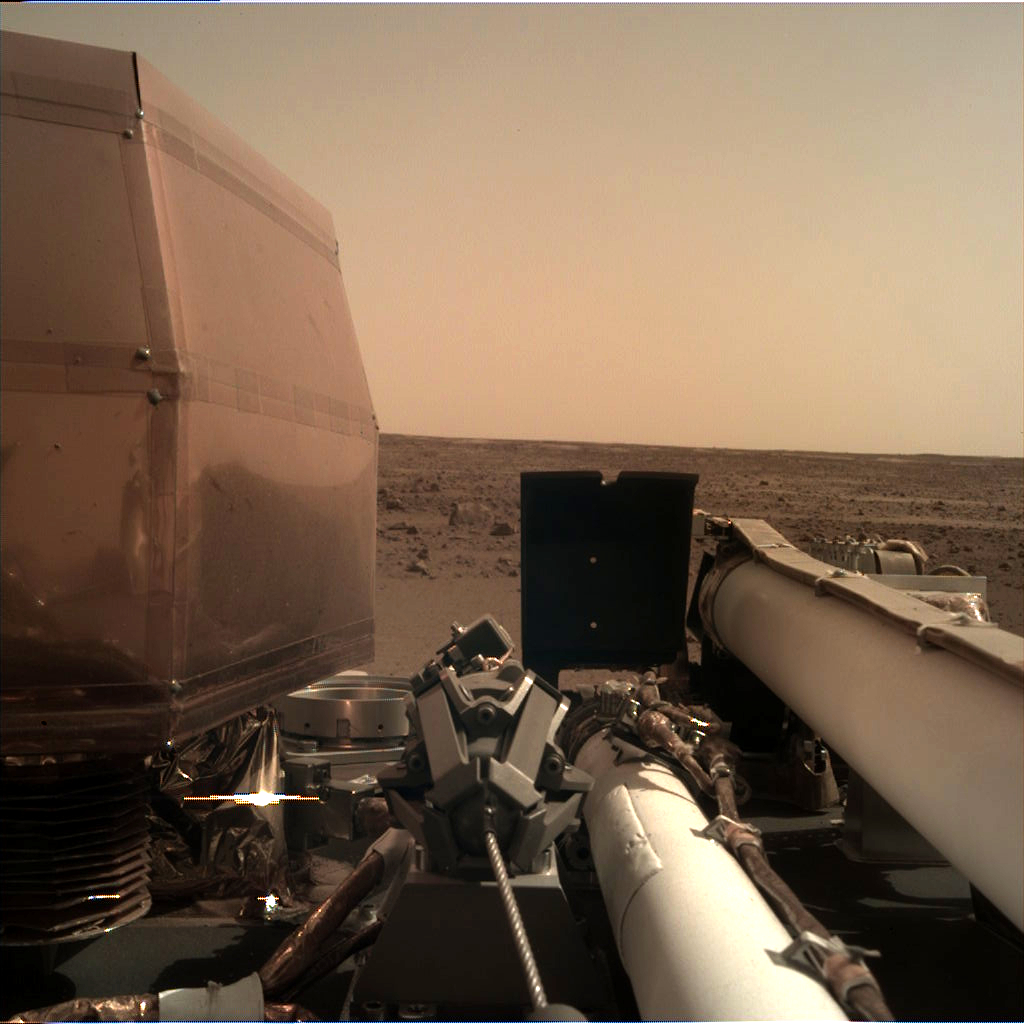
أول صورة ملتقطة بعد ركود الاتربة بالكاميرا اليمني

ويحمل المسبار عدد من الأجهزة الأخرى وتشمل:
• RISE: يستخدم الامواج الراديوية للحصول على قياسات دقيقه لدوران الكوكبي لفهم أفضل ما في داخل المريخ، سمحت المعطيات السابقة من الفايكنج ومارس باثفايندر بتحديد حجم اللب للكوكب ولكن مع المعلومات الجديدة من انسايت سيحسم مدى تمايل واتجاه دوران المحور وهذا سيمكننا من قياس حجم وكثافة اللب والجبة للمريخ كما إنه سيوسع فهمنا عن كيفية نشأة الكواكب الصخرية.
كما ان المسبار مزود بذراع آلية تمكنه من نشر الأجهزة العلمية على سطح المريخ وكامرتين أحدهما منصوبة على ذراع المركبة تستطيع أن تاخذ تصاوير بالأسود والأبيض وستساعد العلماء في اختيار البقعة المناسبة لوضع الأجهزة العلمية (HP3 وSEIS) على السطح، بالإضافة إلى أخذ صورة بانورامية للمنطقة التي نزل فيها المسبار، أما الكامرة الثانية فهي مشابهة للأولى وتركّب أسفل حافة ظهر المركبة حيث ستزود العلماء بمشهد مكمل لمنطقة التي نشر فيها الأجهزة.
زود المسبار في صيف 2013 بمجموعه من الأجهزة المكملة: مجس للضغط عالي الدقة، ومستشعر REMS للرياح، ومقياس المغناطيسية، ومقياس الطاقة الاشعاعية والحرارة السطحية.

## أهداف البعثة
الهدف الرئيسي لإنسايت هو دراسة العمليات التطورية الأولية التي شكلت الكواكب الصخرية للنظام الشمسي خلال الأربع ملايين سنة الماضية، حيث تشترك جميع الكواكب الصخرية الداخلية بمنشأ واحد من خلال عملية تدعى «التمدد» أو «الازدياد» وهي مشابهة لعملية زيادة حجم جسم الإنسان؛ من خلال ارتفاع درجة الحرارة الداخلية لها لتتطور في النهاية وتكوّن الكواكب الصخرية، ولكن رغم هذا المنشأ المشترك، فإن الكواكب تسطحت وأخذت شكلها من عملية أخرى تدعى «التمايز» حيث سيزيد إنسايت من معلوماتنا وفهمنا حول هذه العملية عن طريق إجراء دراسة شامله لحجم وسمك وكثافة وتركيب مركز وجبة وقشرة المريخ بالإضافة إلى معدل الحرارة التي يجري فقدانها من داخل الكوكب، كما أنها قد تحسم وجود النشاط الزلزالي، وحجم مركز المريخ وإذا ما كان صلبا أم سائلا.

مقارنة بين الهيكل الداخلي للأرض والمريخ والقمر

أما الهدف الثاني للمهمة فيتمحور حول الدراسة المعمقة لجيوفيزياء الكوكب، والفعاليات التكتونية وتأثير الاصطدام النيزكي على سطح المريخ (ستساعدنا هذه المعلومات بالتحديد على فهم نفس تلك العمليات التي تحدث على الأرض)، بالإضافة إلى معلومات عن القشرة السطحية للكوكب وسمكها وتوزع الزلازل فيها.
أما سبب اختيار المريخ من بين الكواكب الأخرى لهذه البعثة فيكمن في كونه كبير إلى حد ما ليخضع إلى عمليات التوسع والعمليات الحرارية الداخلية، ولكنه بذات الوقت صغيرٌ بما يكفي ليحتفظ بتلك الإشارات الأولية لهذه العملية.

## موقع الهبوط
منطقة الهبوط يجب ان يتوفر فيها عدة شروط أساسية وهي:
- قريب من خط الاستواء المريخ، لضمان حصول المسبار على الضوء اللازم لالواحه الشمسية.
- الأرض قليلة الارتفاع حتى يسمح لاجراء الكبح الجوي خلال عمليات الهبوط على السطح.
- تسطح الأرض وقلة محتواها الصخري.
- نعومة التربة حتى يستطيع مجس متدفق الحرارة باختراقه لغاية عمق 5 امتار.

رشح في البداية 22 بقعه كموقع افتراضي لهبوط المسبار ليُقلص العدد في سبتمبر 2013 إلى أربعة مواقع، حيث سيقوم العلماء بدراسة تلك المواقع بمساعدة مسبار مارس ريكونيسانس اوربيتر للحصول على مزيد من المعلومات حول تلك الأماكن، واختيار منطقة جنة بلانيتيا (Elysium Planitia) بسبب توفرها لجميع الشروط اللازمة للهبوط.

### الهبوط
في 26 نوفمبر 2018 في حوالي الساعة 19:54 (ت ع م)، تلقت ناسا الإرسال بأن إنسايت هبط بنجاح في منطقة إيليزيوم بلانيتيا. وبعد الهبوط، ستستغرق المهمة ثلاث أشهر لنشر وتجهيز الأدوات العلمية. وبعد ذلك سيبدأ في مهمته في رصد المريخ والتي من المتوقع أن تستغرق عامين.

## مسابير ماركو
و هما زوجان من اقمار صناعية صغيرة الحجم من نوع كيوب سات , متشابهين من حيثي التصميم والمعدات واطلق عليهما تسمية ماركو A وماركو B . القمرين اطلقا جنبا إلى جنب مع مركبة انسايت نحو الفضاء لكن بعد فترة وجيزة انفصلا عن مسبار الام ليشقى طريقهما بشكل مستقل نحو كوكب المريخ.
الهدف من هذه المهمة هو اختبار مدى إمكانية تحمل الأقمار الصناعية الصغيرة والمعروفة أيضا باسم كيوب سات لقساوة بيئة الفضاء السحيق وهل نستطيع قيادة أو التحكم بمثل هذا النوع من الأقمار خارج مدار الأرض، كما ان المهمة ستساعد في إعادة بث الإشارات المرسلة من مركبة انسايت اثناء فترة الهبوط، من المريخ إلى كوكب الأرض مباشرتا وبالوقت الحقيقي.
لاحقا القمران تمكنا من المرور بجانب كوكب المريخ دون الدخول إلى مداره وانجزا مهامهما بنجاح كامل ليفقد الاتصال بهما في الخامس من فبراير لعام 2018 .

## اطلاق المهمة والهبوط
في الخامس من مايو لعام 2018 في تمام الساعة 11:05 ت ع م أُطلقت مركبة انسايت بواسطة صاروخ اطلس خمسة نحو المريخ، وكانت هذه أول مهمة بين كوكبية تُطلق من قاعدة فاندنبرغ الجوية في كاليفورنيا. في البداية خطط ان يكون شهر مارس من عام 2016 موعد بداء المهمة لكن نتيجة حصول تسريب فضائي من جهاز SEIS قررت اللجنة المسئولة عن المهمة، في أواخر عام 2015، تأجيل اطلاق المركبة إلى عام 2018 حيث لاحقا في 26 من نوفمبر من نفس العام وبعد اجتياز 484 مليون كيلومتر خلال 6.5 شهرا تمكن مسبار انسايت من الهبوط بسلام على سطح المريخ.

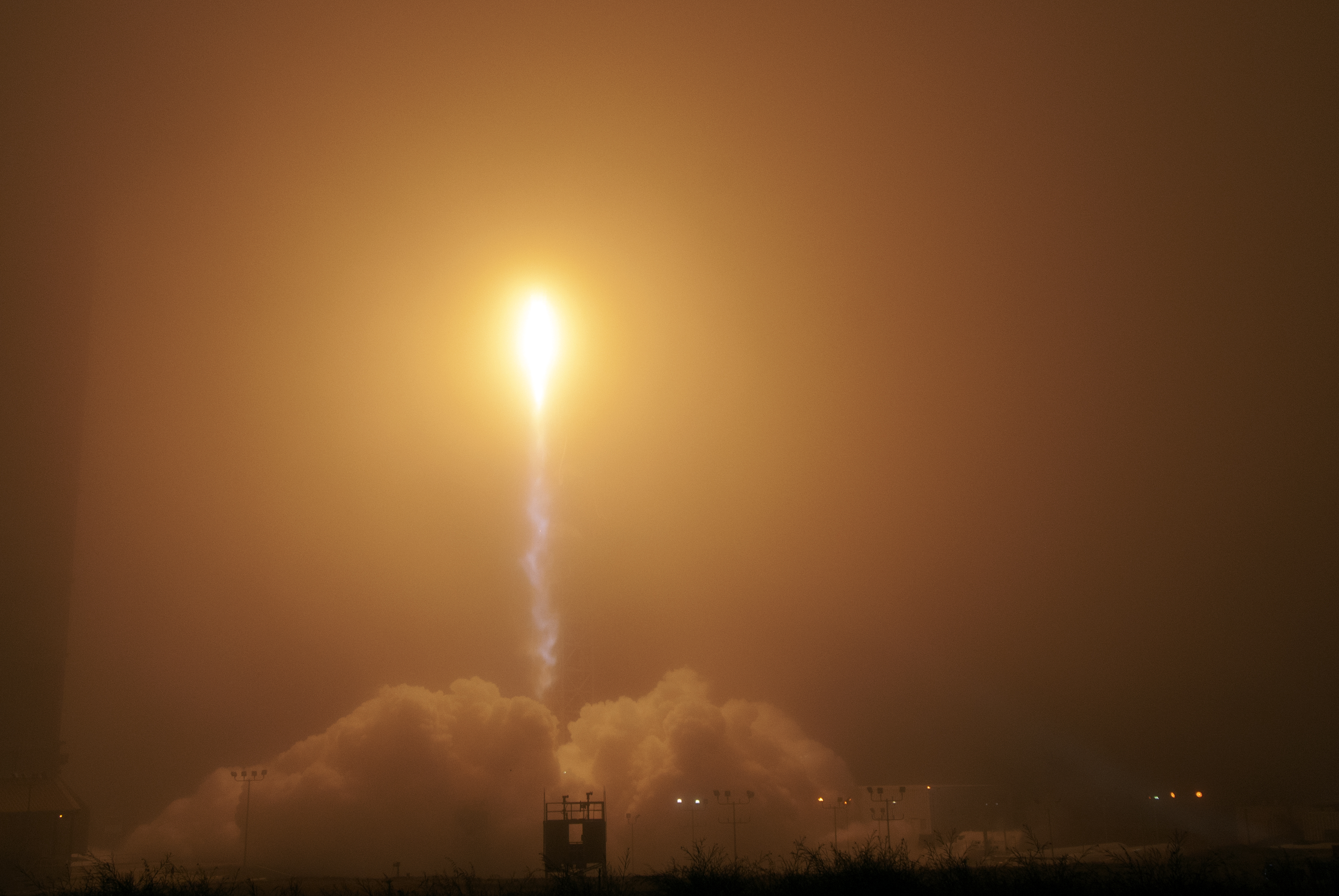
إطلاق صاروخ أطلس 5 الذي يحمل مركبة إنسايت وماركو من قاعدة فاندنبرغ الجوية

رسوم متحركة لمسار انسايت من 5 مايو 2018 إلى 26 نوفمبر 2018:
,,

## نشاط المسبار على سطح المريخ
بعد هبوط المسبار بنجاح، عمل انسايت فورا على نشر اللواحة الشمسية المنطوية على جانبية من ثم شرع على فحص حالته وسلامت اجهزته لينهي عمله بارسال عدد من الصور يظهر من خلالها معالم المنطقة التي هبط فيها.
في اليوم التالي بدئت محطة الارصاد الجوية وجهاز مقياس المغناطيسية لدى انسايت بالعمل، وتبين ايظا ان المسبار يحصل في الساعة الواحده علي 40 كيلو واط من اللواحة الشمسية ما يكفيه لانجاز مهامة اليومية على سطح المريخ.
في السابع من ديسمبر لعام 2018 استطاع جهاز SEIS التابع لانسايت من تسجيل صوت هبوب الرياح على سطح المريخ حيث تعتبر هذه المرة الأولى الذي ينجح فيها مسبار من فعل ذلك على كوكب المريخ.
في 19 من ديسمبر لعام 2018 قام انسايت بمساعدة ذراعة الالية بوضع جهاز SEIS على التربة المريخية بمسافة قريبة منه حيث بداء الجهاز بمزاولة عمله في الرابع من فبراير لعام 2019 ليُنشر جهاز HP3 , والذي يعرف أيضا باسم المطرقة ذاتية الطرق أو الخلد , في الثاني عشر من فبراير لعام 2019 حيث استغرقت عملية نشر هذين الجهازين ثلاثة أشهر.
في السابع من مارس لعام 2019 أعلن ان جهاز HP3 أو الخلد لم يتمكن من الحفر اكثرمن 35 سانتي مترا بعد ان كان هدفه الوصول إلى عمق خمسة امتار خلا شهرين حيث ستعكف كل من ناسا ومركز الطيران و الفضاء الالماني DLR للوصول إلى حل لهذه المشكلة.
في أبريل من عام 2019 نجحت انسايت في تسجيل أولي الهزات المريخية ليتبعها لاحقا في سبتمبر تسجيل نبضات وذبذبات كهرومغناطيسية لم يستطع الباحثين تفسيرها.
في أكتوبر من عام 2019 صرح مهندسو مختبر الدفع النفاث ان تربة المريخ لا توفر الاحتكاك اللازم لجهاز الخلد أو HP3 تمكنه من الحفر عميقا حيث المطرقة بقيت في مكانها تردد حول نفسها وسيركز المهندسون في الأشهر القادمة لإيجاد حل مناسب للمشكلة.
في 24 من فبراير لعام 2020 نُشر ملخص عن النتائج العلمية التي حصل عليها المسبار خلال أول عام له على سطح المريخ حيث الدراسات بينت ان للكوكب نشاط زلزالي فعال وهائج بالذبذبات الكهرومغناطيسية كما ان سطح المريخ غني بالدوامات الغبارية.
في فبراير من عام 2020 وجد ان الحقل المغناطيسي المنتشر حول منطقة هبوط المسبار اقوى بعشرة مرات مما كان متوقعا حيث الحقل يتارجح في قوته وامتداده باستمرار وبسرعة.
في 14 من يناير لعام 2021 أعلن عن انهاء عمل جهاز HP3 بعد ان فشل في حفر أكثر من 3 إلى 5 سانتي متر اسفل التربة المريخية حيث هذا العمق يعد غير كاف لاستمرار مهامة العلمية والتي تطلب 3 امتار على الاقل اسفل السطح، لكن مع ذلك بقيت سائر اجهزة المسبار تعمل بشكل جيد مما سمح لفريق العمل على تمديد البعثة عام مريخي اخر، حتى ديسمبر 2022 , بعد ان اجتاز عامه المريخي الأول بنجاح.
في اوائل عام 2021 صرح فريق عمل بعثة انسايت انهم سيحاولون الكشف عن هبوط جوال المثابرة على سطح المريخ من خلال استخدام جهاز مقياس الزلازل الخاص بانسايت.

## وصلات خارجية
- الموقع الرسمي